# ジェニファー・ドン
ジェニファー・ドン（英語: Jennifer Don, 中国語: 唐文珍, 1984年10月6日 - ）は、アメリカ合衆国出身の女性フィギュアスケート選手(シングル、ペア)。シングルで2003年ネーベルホルン杯優勝。ペアで2003年世界ジュニア選手権3位、同シーズンISUジュニアグランプリファイナル3位。パートナーはジェレッド・グズマン、ジョナソン・ハント。

## 経歴
テキサス州のヒューストンに生まれ、10歳のときにスケートを始めた。ノービス時代から女子シングルとペアを掛け持ちし、2002年の全米選手権には女子シングルのジュニアクラスで2位、ペアではジェレッド・グズマンと組んでシニアクラスに出場し、10位となった。シーズン終了後にジェレッド・グズマンとのペアを解散、新たにジョナソン・ハントとペアを結成する。
2002-2003年シーズン、ISUジュニアグランプリに女子シングルとペアでエントリーをし、女子シングルでは表彰台に上ることはなかったが、ペアではJGPアリゾナとJGPトラパネーゼ杯で2位、JGPファイナルでは3位と頭角を現した。2003年世界ジュニア選手権では初出場ながら3位となりメダルを獲得する。翌2003-2004年シーズン以降はシニアクラスに転向し、女子シングルとペアの掛け持ちを続け、2004-2005年シーズンにはペアでISUグランプリシリーズに出場するまでになったが、同シーズン終了後にジョナソン・ハントとのペアを解散し、女子シングルでの競技会への参加もなく事実上の引退状態となった。
2006-2007年シーズン、冬季ユニバーシアード競技大会に台湾代表として女子シングルで出場したものの、25位に終わった。

## 主な戦績

### ペア
- 戦績はジョナソン・ハントとのペア時。

| 大会/年            | 2002-03 | 2003-04 | 2004-05 |
| ------------------ | ------- | ------- | ------- |
| 全米選手権         | 6       | 4       | 6       |
| GPスケートアメリカ |         |         | 7       |
| GPロシア杯         |         |         | 4       |
| 世界Jr.選手権      | 3       |         |         |
| JGPファイナル      | 3       |         |         |
| JGPトラパネーゼ杯  | 2       |         |         |
| JGPアリゾナ        | 2       |         |         |

#### 詳細
| 2004-2005 シーズン  |                                                        |         |         |          |
| 開催日              | 大会名                                                 | SP      | FP      | 結果     |
| 2004年11月25日-28日 | ISUグランプリシリーズ ロシア杯（モスクワ）             | 3 55.58 | 5 93.80 | 4 149.38 |
| 2004年10月21日-24日 | ISUグランプリシリーズ スケートアメリカ（ピッツバーグ） | 5 51.00 | 7 74.28 | 7 125.28 |

| 2002-2003 シーズン     |                                                            |    |    |      |
| 開催日                 | 大会名                                                     | SP | FP | 結果 |
| 2003年2月24日-3月2日   | 2003年世界ジュニアフィギュアスケート選手権（オストラヴァ） | 5  | 3  | 3    |
| 2002年12月12日-15日    | 2002/2003 ISUジュニアグランプリファイナル（ハーグ）        | 5  | 3  | 3    |
| 2002年10月30日-11月3日 | ISUジュニアグランプリ トラパネーゼ杯（ミラノ）             | 3  | 2  | 2    |
| 2002年9月19日-22日     | ISUジュニアグランプリ アリゾナ（スコッツデール）           | 3  | 2  | 2    |

### 女子シングル
| 大会/年                   | 2001-02 | 2002-03 | 2003-04 | 2004-05 | 2005-06 | 2006-07 |
| ------------------------- | ------- | ------- | ------- | ------- | ------- | ------- |
| 四大陸選手権              |         |         | 13      |         |         |         |
| 全米選手権                | 2 J     | 11      | 8       |         |         |         |
| ユニバーシアード          |         |         |         |         |         | 25      |
| ゴールデンスピン          |         |         | 6       |         |         |         |
| ネーベルホルン杯          |         |         | 1       |         |         |         |
| JGPベオグラード・スパロー |         | 7       |         |         |         |         |
| トリグラフトロフィー      | 3 J     |         |         |         |         |         |

- J = ジュニアクラス

#### 詳細
| 2006-2007 シーズン |                                      |          |          |          |
| 開催日             | 大会名                               | SP       | FP       | 結果     |
| 2007年1月19日-20日 | 第23回冬季ユニバーシアード（トリノ） | 21 31.30 | 25 53.15 | 25 84.45 |

| 2003-2004 シーズン  |                                                    |         |         |          |
| 開催日              | 大会名                                             | SP      | FP      | 結果     |
| 2004年2月19日-25日  | 2004年四大陸フィギュアスケート選手権（ハミルトン） | 13      | 13      | 13       |
| 2003年11月11日-15日 | 2003年ゴールデンスピン（ザグレブ）                 | 4       | 6       | 6        |
| 2003年9月3日-6日    | 2003年ネーベルホルン杯（オーベルストドルフ）       | 1 49.54 | 1 93.53 | 1 143.07 |

| 2002-2003 シーズン |                                                              |    |    |      |
| 開催日             | 大会名                                                       | SP | FP | 結果 |
| 2002年9月12日-14日 | ISUジュニアグランプリ ベオグラード・スパロー（ベオグラード） | 7  | 7  | 7    |